# Лисье (озеро, Кемский район)
Лисье — пресноводное озеро на территории Куземского сельского поселения Кемского района Республики Карелии.

## Общие сведения
Площадь озера — 3,2 км². Располагается на высоте 0,2 метров над уровнем моря.
Форма озера лопастная, продолговатая: оно вытянуто с северо-запада на юго-восток. Берега изрезанные, каменисто-песчаные.
С северо-запада в Лисье впадает река Нижма. С юго-востока водоём через порог Стойковский соединяется со Стойковской губой Белого моря.
В полутора километрах к юго-западу от Лисьего располагается село Калгалакша.
Код объекта в государственном водном реестре — 02020000711102000002941.